# Houtvenne
Houtvenne is een dorp in de Belgische provincie Antwerpen en een deelgemeente van Hulshout. Houtvenne was een zelfstandige gemeente tot aan de gemeentelijke herindeling van 1977.

## Geschiedenis
Omstreeks 994 kwam een leen van het Domkapittel van Utrecht in bezit van de familie Van Wesemael. In 1151 werd het leen geschonken aan de Abdij van Averbode
Houtvenne stond vroeger bekend als Oosterwijk-Houtvenne en groeide rond een kapel toegewijd aan Sint-Adrianus binnen de parochie van Herselt, die sinds 1365 onder het beheer van de abdij van Tongerlo viel. Na 1550 was de kapel een kapelanie. In 1651 werd Oosterwijk-Houtvenne nagenoeg een autonome parochie, nog steeds onder de controle van diezelfde abdij. In de 19de eeuw werd de kapel verheven tot parochiekerk.
Omstreeks 1365 kwam Houtvenne aan Jan van Wittem, door huwelijk met Maria van Stalle die vrouwe was van Beerzel en Houtvenne. Daarna kwam de heerlijkheid in bezit van achtereenvolgens de families Schetz, Bonaventura van Grobbendonk, Blereau, Van Cauwegom en Ooms.
Houtvenne werd begin 1977 opgeheven als zelfstandige gemeente en ging onderdeel uitmaken van de fusiegemeente Hulshout.
Oosterwijk-Houtvenne mag niet verward worden met Oosterwijk-Tongerlo. Dat laatste is een gehucht van Tongerlo, en stond dus ook onder controle van diezelfde abdij. Vele lokale inwoners duiden de regio Houtvenne nog aan met de benaming Josterwijk.

## Bezienswaardigheden

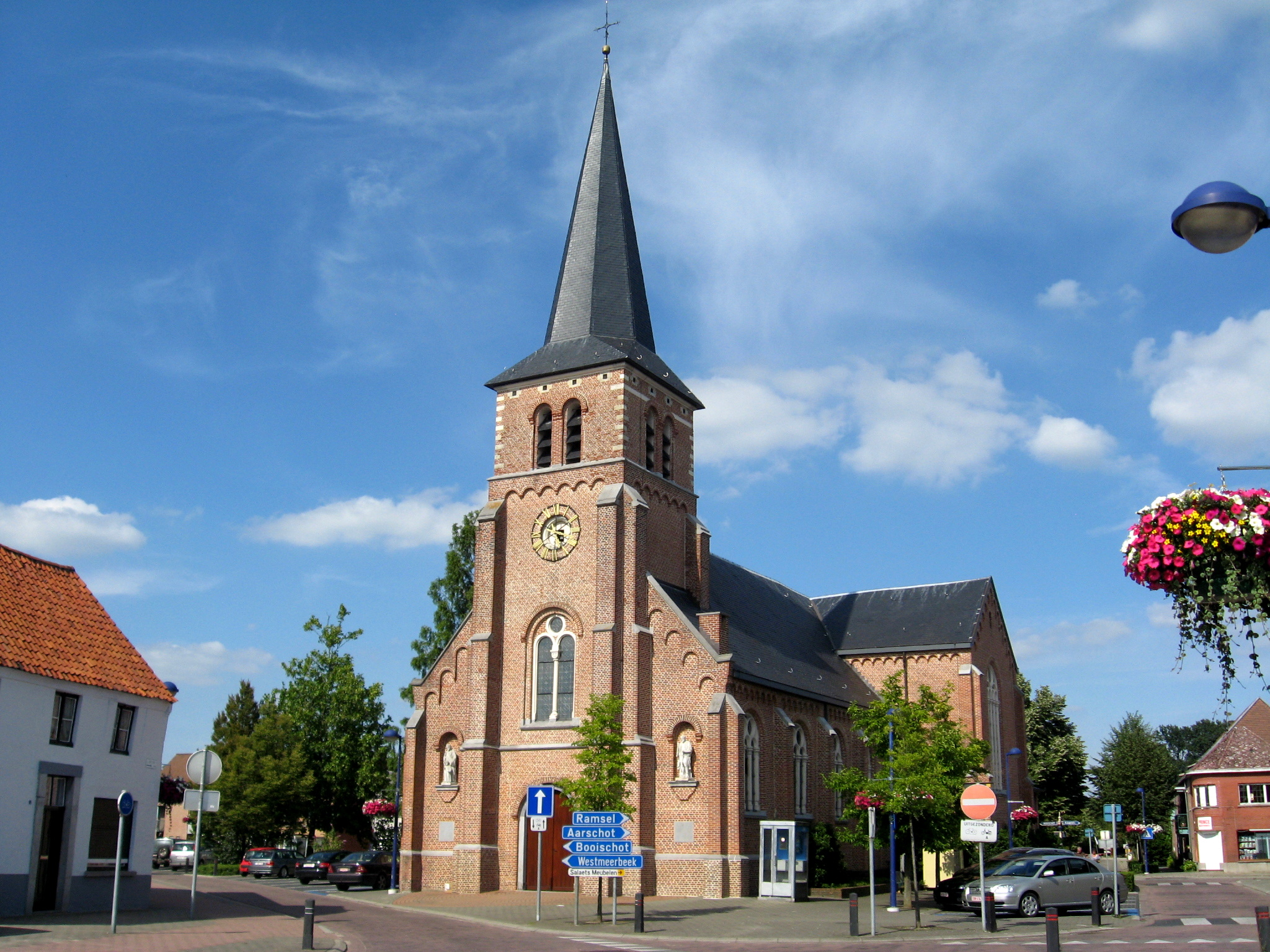
Sint-Adrianuskerk

- De Sint-Adrianuskerk, een neoromaanse kerk uit de 19de eeuw
- De Norbertijnenpastorie uit 1776
- De Sint-Annakapel aan de Provinciebaan
- Van het vroegere Molenhof is een bakstenen schuur uit 1770, waar tot 1946 een standerdmolen heeft gestaan
- Het geboortehuis van Jan Baptist Verlooy, een Vlaams jurist en politicus
- De historische kern met driehoeksplein is nog te herkennen

## Natuur en landschap
Houtvenne ligt in de Zuiderkempen. De vallei van de Steenkensbeek in het noorden van Houtvenne, nabij de Grote Nete en de grens met Westmeerbeek, is als landschap beschermd.

## Demografische ontwikkeling
- Bronnen:NIS, Opm:1806 tot en met 1970=volkstellingen; 1976 = inwoneraantal op 31 december

## Politiek

### Geschiedenis

#### Burgemeesters
| Tijdspanne  | Burgemeester                    |
| ----------- | ------------------------------- |
| 1800 - 1803 | Adrien Vermeulen                |
| 1804 - 1807 | Jean André Tuerlinx             |
| 1808 - 1809 | Pierre Peeters                  |
| 1809 - 1813 | Jean Joseph Somers              |
| 1814 - 1818 | Joannes Franciscus Van Dyck     |
| 1818 - 1836 | Josephus Symens                 |
| 1836 - 1840 | Petrus Josephus Luyten          |
| 1840 - 1843 | Petrus Franciscus Van den Bergh |
| 1843 - 1854 | Petrus Josephus Van Dyck        |
| 1855 - 1878 | Petrus Franciscus Saliën        |
| 1879 - 1880 | Petrus Franciscus De Neve       |
| 1880 - 1898 | Petrus Josephus Coppens         |
| 1899 - 1901 | Joannes Andreas Peeters         |
| 1901 - 1926 | Petrus Ludovicus Liekens        |
| 1927 - 1932 | Franciscus Josephus Van Rompaey |
| 1933 - 1941 | Petrus Ludovicus Liekens        |
| 1941 - 1945 | Jacobus Augustinus Clemens      |
| 1945        | Petrus Ludovicus Liekens        |
| 1945 - 1955 | Josephus Van Bael               |
| 1955 - 1976 | Joannes Michaël Coppens         |

## Cultuur
In 1925 werd de huidige fanfare K.F. De Vredegalm opgericht. Deze fanfare werd in 2016 uitgebreid met het ontstaan van jeugdfanfare De Opmaatjes.

Tussen 1972 en 1977 maakte de muziekgroep 'De Waterkrekels' uit de Waterstraat furore en animeerden vooral ledenfeesten van verenigingen doorheen het Vlaamse land. Met o.a.zeven accordeonisten, twee drummers, banjo-speler en zangers, voerden ze zowel muzikale als theatrale acts uit. Op een uitzondering te na, kwamen alle leden van de groep uit de Waterstraat van Houtvenne.

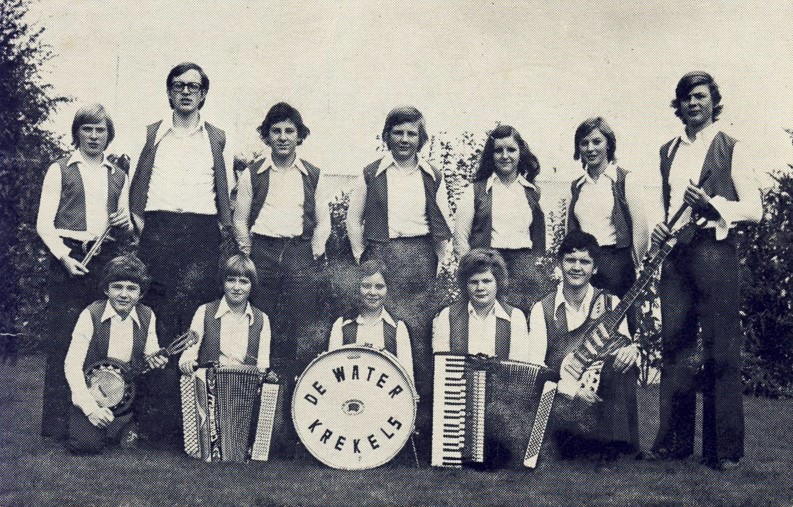
promofoto Waterkrekels

Bijna 30 jaar later werd een zijstraat van de, ondertussen Grote Waterstraat, naar deze animatiegroep genoemd, nl: Waterkrekel.

### Bijnaam
Mensen uit Houtvenne dragen de bijnaam: de stekkebijters. Deze naam is te danken aan een periode waarin arme boeren op"een stek" kauwden om hun honger te stillen. In Houtvenne is er nog een Stekkestraat die hieraan herinnert.
In 2015 werd toneelkring De Stekkebijters opgericht.De eerste productie werd in 2016 opgevoerd.

## Economie
Er zijn veel boomkwekerijen (verspreid over Houtvenne en Westmeerbeek).

## Sport
Voetbalclub KVC Houtvenne is aangesloten bij de KBVB en actief in de nationale reeksen. De terreinen van de club bevinden zich nabij het dorpscentrum van Houtvenne, maar wel op het grondgebied van Ramsel in buurgemeente Herselt.
In Houtvenne is er ook nog een kleine tennisclub genaamd de Lybo.

## Geboren in Houtvenne
- Jan Baptist Verlooy (1746-1797), jurist en politicus

## Nabijgelegen kernen
Booischot, Begijnendijk, Ramsel, Westmeerbeek